# Jarhead
Jarhead är en amerikansk långfilm från 2005 i regi av Sam Mendes, med Jake Gyllenhaal, Scott MacDonald, Peter Sarsgaard och Jamie Foxx i rollerna.

## Handling
En grupp amerikanska marinsoldater ger sig under Kuwaitkriget ut i öknen för att utföra ett uppdrag som prickskyttar. Förvirrade, vilse i ett land de inte känner till, jagar de en till synes osynlig fiende. Trots det kämpar de vidare som stolta soldater och ger inte upp. I centrum står marinkårssoldaten Anthony Swofford (Jake Gyllenhaal).

## Om filmen
Trots att det är en krigsfilm som utspelar sig på plats under ett krig är filmen nästan helt utan stridscener. Filmen är baserad på självbiografin med samma namn, skriven av f d marinkårssoldaten Anthony Swofford.

## Rollista
| Jake Gyllenhaal    | – Anthony Swofford    |
| Scott MacDonald    | – D.I. Fitch          |
| Peter Sarsgaard    | – Alan Troy           |
| Jamie Foxx         | – Staff Sgt. Sykes    |
| Ming Lo            | – Bored Gunny         |
| Lucas Black        | – Chris Kruger        |
| Kevin Foster       | – Branded Marine      |
| Brian Geraghty     | – Fergus O"Donnell    |
| Damion Poitier     | – Poitier             |
| Riad Galayini      | – Nurse               |
| Craig Coyne        | – Young Mr. Swofford  |
| Katherine Randolph | – Young Mrs. Swofford |
| Honorine Bell      | – Swoff's Sister      |
| Dendrie Taylor     | – Mrs. Swofford       |
| James Morrison     | – Mr. Swofford        |